# Aeroporto de Paranaíba
O Aeroporto Municipal de Paranaíba é um aeroporto situado na cidade de Paranaíba, em Mato Grosso do Sul, e possui capacidade para aeronaves de pequeno porte. O aeroporto é um modal logístico de transporte aéreo de passageiros que serve a cidade de Paranaíba.
O aeroporto, que está desativado, pode voltar a receber voos regionais.

## Características
- Operadora:
- Endereço:
- Cidade: Paranaíba
- Estado: Mato Grosso do Sul
- Código IATA: PBB
- Código ICAO: SSPN
- Latitude: 19º39'4 s
- Longitude: 51º11'56 w
- Terminal de passageiros:
- Movimento:Não muito movimentado,decola e pousa pequenos aviões.
- Companhias aéreas:
- Comprimento da pista (m): 2520
- Altitude: 1446 pés
- Piso: A
- Sinalização: Sim
- Superfície: Asfalto